# 몰리 링월드
몰리 링월드(Molly Ringwald, 1968년 2월 18일 ~ )는 미국의 배우이다. NBC 시트콤 《더 팩츠 오브 라이프》(The Facts of Life)에서 주연 몰리 역을 맡으며 이름을 알리기 시작한다. 1982년 영화 《템피스트》를 통해 영화 데뷔를 해 골든 글로브상 올해의 스타상 부문에 후보에 올랐다. 이후 존 휴스 감독의 영화 《아직은 사랑을 몰라요》와 《조찬 클럽》그리고 《핑크빛 연인》을 통해 1980년대 미국을 대표하는 하이틴 스타로 거듭나게 되었다.

## 작품 목록
- 템피스트 (1982)
- 스페이스헌터 (1983)
- 아직은 사랑을 몰라요 (1984)
- 조찬 클럽 (1985)
- 핑크빛 연인 (1986)
- 환상의 발라드 (1987)
- 미혼모 (1988)
- 사랑 연습 (1988)
- 유월의 신부 (1990)
- 시베리아 (2018) - 개비 역
- 올 디즈 스몰 모먼츠 (2018)
- 키싱 부스 2 (2020) - 플린 부인 역
- 키싱 부스 3 (2021) - 플린 부인 역